# George Newport
George Newport (4 février 1803, Canterbury - 7 avril 1854, Londres) est un entomologiste britannique. Il est particulièrement connu pour ses études utilisant le microscope et ses compétences en dissection.

## Biographie
Il est le premier des quatre enfants de William Newport (1777-1843), un charron, et de Sarah Gillham. Il fait ses études à l'Université de Londres et au Collège royal de chirurgie. Il est président de la Société d'entomologie de Londres (1843-1844) et également membre de la Ray Society. Newport reçoit la Médaille royale 1836 et la Royal Society Bakerian Medal 1841. Il est enterré au cimetière de Kensal Green, à Londres.

## Œuvres
Il est l'un des anatomistes les plus habiles de son temps, et ses recherches sur la structure des insectes et autres arthropodes sont notables. Ses publications comprennent : 
- Sur la respiration des insectes (1836)
- "Insecta", dans Cyclopædia of Anatomy and Physiology de Todd (1839) [2]
- Sur l'utilisation des antennes d'insectes (1840)
- Liste des spécimens de Myriopoda au British Museum (1844)
- Monographie de la classe Myriopoda, ordre Chilopoda (1845)
- Sur l'imprégnation de l'ovule chez l'amphibien (1851)

Newport écrit sur la structure, les relations et le développement des systèmes nerveux et circulatoire, et sur l'existence d'une circulation complète du sang dans les vaisseaux, dans Myriapoda and macrourous Arachnida in the Philosophical Transactions of the Royal Society of London First series. 1843 : 243-302 ; voir p. 270. Il publie des recherches sur l'imprégnation de l'ovule chez les Amphibiens ; et sur les premiers stades de développement de l'embryon. Phil. Trans. R. Soc 144, 229-244. (1854) Newport écrit sur les organes de reproduction et le développement des myriopodes dans Phil. Trans. R. Soc . Et il écrit sur le système nerveux du Sphinx ligustri, Linn., (Partie II) pendant les dernières étapes de sa chrysalide et de son état d'imago, et sur les moyens par lesquels son développement est affecté Phil. Trans. R. Soc.